# Literární dílo
Literární dílo je umělecké dílo, jehož médiem je jazyk, a to jak mluvený (orální literární dílo), tak psaný. Jiná média – například hudba nebo výtvarné prvky – jsou jen fakultativní a objevují se jen sporadicky (např. kaligram nebo komiks potřebují grafické prvky, píseň je tvořena i hudební složkou). Jedná se o text (tj. vyjádřenou, strukturovanou a ohraničenou jazykovou jednotku zpravidla větší než věta), který sice plní různé funkce, ale dominantní je funkce estetická (zajišťuje, aby dílo bylo vnímáno pro sebe samo, kvůli estetické libosti, bez ohledu na praktické zřetele). Estetická funkce je dominantní a je nadřazená případným dalším funkcím (poznávací, rekreační, persvazivní aj.).
Zatímco v současnosti je běžnější podoba psaného literárního díla (písemně fixovaného), pro starší období byla typická mluvená podoba (písemně nefixovaná); mnohé starobylé literární památky existovaly původně jen v ústním předávání a byly písemně zaznamenány až dodatečně (antické mýty, lidová slovesnost).
U literárního díla – stejně jako u jakéhokoli uměleckého díla – je podstatná jeho konkrétní podoba (utvářenost), neboť právě ta zajišťuje jeho umělecký účinek. Literární dílo tedy nelze parafrázovat, aniž by neztratilo svou hodnotu či nezměnilo smysl. Při vydávání literárních děl o přesnost jejich znění pečuje textologie.
Typologii literárních děl zajišťuje genologie, která odlišuje různé literární druhy (epika, lyrika, drama), v jejich rámci pak literární žánry a v jejich rámci literární subžánry.
Definice literárního díla, ač není v právních předpisech výslovně obsažena, zároveň určuje, zda určité dílo může spadat pod působnost autorského zákona nebo zákona o neperiodických publikacích. Publikace, která není literárním uměleckým ani vědeckým dílem, nepodléhá povinné registraci (ISBN), odevzdání povinných výtisků, ale ani ochraně autorského práva, třebaže její obsah může být tvořen textem. Typickým případem neliterárního psaného díla je například jízdní řád nebo telefonní seznam.